# Lijst van personages uit ER
Dit is een lijst met personages uit de televisieserie ER. Zie het artikel over ER zelf voor meer informatie over de reeks.

## Hoofdrollen

### Acteurs in seizoen 14

#### Abby Lockhart
(Maura Tierney: gastrol in 1999; vaste actrice in 2000-).
Abigail Marjorie 'Abby' Wyczenski-Lockhart verschijnt voor het eerst in het zesde seizoen. Ze begon als verpleegkundige op de kraamafdeling (in één aflevering zien we haar als kraamverpleegkundige), maar besluit geneeskunde te gaan studeren. In seizoen 7 moet ze daarmee stoppen en wordt ze weer fulltime verpleegkundige in de ER omdat haar ex-man niet betaald heeft voor haar opleiding. Ook verschijnt haar aan de bipolaire stoornis lijdende moeder, Maggie. In seizoen 8 krijgt ze een relatie met Carter. In seizoen 9 blijkt haar broer Eric ook deze stoornis te hebben. In seizoen 10 wil ze arts worden. In seizoen 11 wordt ze door enkele bendeleden ontvoerd en heeft ze een relatie met student Jake Scanlon (Eoin Bailey). In seizoen 12 krijgt ze weer een relatie met Luka en wordt ze zelfs zwanger van hem. De baby wordt te vroeg geboren nadat Abby gewond raakt in een schietpartij in het ziekenhuis. Later trouwt ze met Luka.
Familieleden:
- Moeder: Maggie Wyczenski (Sally Field: 2000-2001, 2002-2003).
- Broer: Eric Wyczenski (Tom Everett Scott: 2002-2003).
- Ex-man: Richard Lockhart (Mark Valley: 2000, 2001, 2002, 2003).
- Zoon: Joseph 'Joe' Kovac (2006-)
- Man: Luka Kovac (Goran Visnjic: 1999-2007)

#### Morris (Archie Morris)
(Scott Grimes: gastrollen in 2003-2005; vaste acteur in 2005-)
Morris schiet in het begin niet zo goed op met de rest van de artsen en probeert op de makkelijkste manier arts te worden – door zo veel mogelijk korte, makkelijke weggetjes te vinden. Scott Grimes was in seizoenen 10 en 11 een gastacteur, maar trad in seizoen 12 toe tot de vaste acteurskern. In dit seizoen leren we dat Morris in zijn studententijd zaaddonor is geweest. In seizoen 12 is hij wonderlijk genoeg hoofdassistent, en in seizoen 13 hoofdarts. In seizoen 13 lijkt hij wat volwassener te worden, en krijgt hij een relatie met studente Hope Bobeck (Busy Phillips).

#### Neela Rasgotra
(Parminder Nagra: 2003-).
Neela is een Britse studente van Indiase afkomst. Ze is goed bevriend met Gallant. Ze heeft moeite met het arts zijn en besluit uiteindelijk zelfs te stoppen, tot grote woede van haar ouders. Begin seizoen 11 keert ze echter terug naar het ziekenhuis. In seizoen 12 trouwt ze met Gallant. Nadat ze getrouwd zijn wil ze mee naar Irak maar dat wil Gallant niet. Ook wordt haar kamergenoot Ray verliefd op haar. In datzelfde seizoen krijgt ze te horen dat Gallant is omgekomen bij een explosie in Irak. In seizoen 13 heeft Neela een relatie met Gates, tot grote frustratie van Ray. Ook begint ze dat seizoen als eerstejaars assistent chirurgie.
Familieleden:
- Vader: Ajay Rasgotra (Anupam Kher: 2004).
- Moeder: Mv. Rasgotra (Kiron Kher: 2004).
- Man: Micheal Gallant (Sharif Atkins: 2002-2004).

#### Pratt (Gregory Pratt)
(Mekhi Phifer: 2002-).
Pratt is een eigenwijze arts die meestal op zichzelf handelt. Hij heeft een probleem met autoriteit. In seizoen 9 leren we zijn stiefbroer Leon (Marcello Thedford) kennen. Door een kogel in zijn hoofd is hij zwakbegaafd. Pratt zorgt voor hem, maar Leon komt vaak in de problemen waardoor Pratt zijn werk niet goed kan doen. Uiteindelijk wordt Leon naar een tehuis gebracht. In seizoenen 11 en 12 komt hij zijn vader tegen, die hem jaren geleden in de steek liet. In seizoen 13 wordt Pratt hoofdarts, en heeft hij zijn handen vol aan de eigenwijze stagiair Gates. Hij is geschokt wanneer zijn halfbroer Chas, die bij hem is ingetrokken, homoseksueel blijkt te zijn, maar zet zich er uiteindelijk overheen. Dit seizoen raakt Pratt ook bijna zijn bevoegdheid kwijt wanneer ontdekt wordt dat hij een kerk helpt bij het illegaal verstrekken van medicijnen.
Familieleden:
- Stiefbroer: Leon Pratt (Marcello Thedford: 2002-2003).
- Vader: Charlie Pratt (Danny Glover: 2005).
- Halfbroer: Chas Pratt (Sam Jones III: 2005, 2006).
- Halfzus: Evelyn Pratt (Tina Lifford: 2005).

#### Sam (Samantha Taggart)
(Linda Cardellini: 2003-).
Sam is een nieuwe verpleegkundige die al snel een relatie krijgt met Luka. Ze is een alleenstaande moeder, en haar zoontje Alex (Oliver Davis) is een lastpak. Haar ex-man Steve wil bij haar terugkomen, en dat maakt het moeilijk voor haar omdat ze al een relatie heeft met Luka. Eind seizoen 11 loopt Alex weg en raakt Sam in paniek. Uiteindelijk verlaat ze Luka. Haar man Steve blijft steeds weer haar leven inkomen; in seizoen 12 worden Sam en Alex door hem ontvoerd. Steve verkracht Sam, en later schiet Sam hem dood. In seizoen 13 heeft Sam haar handen vol aan Alex, die voor steeds meer problemen zorgt en zelfs per ongeluk een grote brand veroorzaakt.
Familieleden:
- Zoon: Alex Taggart (Oliver Davis: 2003-2005 & Dominic James: 2005-).
- Ex-man: Steve (Cole Hauser: 2004 & Garret Dillahunt: 2005-).

#### Tony Gates
(John Stamos: gastrollen in 2005, vaste acteur in 2006-)
Gates ontmoeten we in seizoen 12. Hij is een ambulancebroeder; Neela rijdt met hem mee naar een gigantisch vliegtuigongeluk. In seizoen 13 komt Gates terug, nu als eerstejaars arts-assistent. Oorspronkelijk had John Stamos al met ingang van seizoen 12 tot de vaste acteurs moeten behoren, maar hij was nog druk met een ander project en kon daardoor slechts in twee afleveringen een gastrol spelen.
Gates is een erg koppige eerstejaars, en zorgt voor veel irritatie bij zijn meerderen, waaronder Pratt. Hij is een veteraan uit de Golfoorlog, en woont samen met Meg, de vrouw van een vriend die in de oorlog is gestorven, en haar dochter Sarah. Wanneer Meg overlijdt aan een overdosis moet Gates voor Sarah zorgen. In seizoen 13 heeft Gates ook een relatie met Neela.

### Niet langer meespelend

#### Anna del Amico
(Maria Bello: 1997-1998).
De van oorsprong Italiaanse Anna verschijnt in seizoen 3 en vertrekt tussen seizoen 4 en 5. Ze kan niet goed opschieten met Doug. Kort heeft ze een vriendschap met Carter, die ze beëindigt wanneer ze ontdekt dat zijn familie steenrijk is. Uiteindelijk vertrekt ze om zich te herenigen met haar voormalige vriend, Dr. Max Rosher.

#### Carol Hathaway
(Julianna Margulies: 1994-2000).
In de pilotaflevering van ER probeert verpleegkundige Carol zelfmoord te plegen. Ze krijgt een relatie met Dr. John Taglieri (Rick Rossovich) Doug steunt haar als ze na een tijd weer terugkomt in het ziekenhuis, en in seizoen 4 komen ze weer bij elkaar terug. In seizoen 5 vertrekt Doug na een conflict met het ziekenhuis, kort daarna blijkt Carol zwanger van een tweeling. In seizoen 6 bevalt ze, en later vertrekt ze naar Seattle om Doug weer te zien. Carol is half-Russisch; haar moeder komt uit Rusland. In seizoen 11 was haar stem kort te horen op archiefgeluid toen Carter het ziekenhuis verliet.
Familieleden:
- Moeder: Helen Hathaway (Giorgi Tarlain: 1994-1995 & Rose Gregorio: 1996-1999).
- Dochter: Kate Ross-Hathaway (1999-2000).
- Dochter: Tess Ross-Hathaway (1999-2000).

#### Carter (John Carter)
(Noah Wyle: 1994-2005; gastrollen in 2006-).
Jonathan Truman 'John' Carter III begint zijn loopbaan in het ziekenhuis als student in de eerste aflevering, en klimt uiteindelijk omhoog als de serie vordert. Tot seizoen 3 is hij beginnend chirurg, maar uiteindelijk besluit hij naar de Eerste Hulp te gaan. Tijdens seizoen 6 worden hij en Lucy, de student die hij begeleidt, neergestoken door een schizofrene patiënt. Lucy overlijdt, Carter overleeft de aanval maar raakt verslaafd aan verdovende middelen. Van eind seizoen 8 tot begin seizoen 10 heeft hij een relatie met Abby; in seizoen 9 vraagt hij haar bijna ten huwelijk. In seizoen 10 krijgt hij een relatie met de Afrikaanse Makemba 'Kem' Likasu (Thandie Newton). Ze raakt zwanger, maar de baby (een jongetje dat ze Joshua zouden hebben genoemd) sterft totaal onverwacht in de baarmoeder (hij raakte in de navelstreng verstrikt). Begin seizoen 11 verlaat ze Carter. Hij begint een relatie met maatschappelijk werkster Wendall Meade (Mädchen Amick), maar zij verbreekt de relatie wanneer ze beseft dat hij nog steeds van Kem houdt. Eind seizoen 11 herenigen Carter en Kem in Parijs en besluit Carter met haar naar Afrika te vertrekken. Noah Wyle was met ingang van seizoen 9 (na het vertrek van Anthony Edwards) de langst meespelende acteur; na zijn vertrek is dit Laura Innes geworden. Noah Wyle heeft contract getekend voor meerdere gastrollen in seizoen 12 en 14; in seizoen 12 was te zien hoe Carter werkte in Soedan. Deze aflevering was echt in Afrika opgenomen; het was een van de duurste opnames in de geschiedenis van de serie.
Familieleden:
- Grootvader: Jonathan 'John' Truman Carter sr (George Plimpton: 1998, 2001).
- Grootmoeder: Millicent 'Gamma' Truman Carter (Frances Sternhagen: 1997-2003).
- Vader: Jonathan 'Jack' Carter jr (Michael Gross: 2001-2004).
- Moeder: Eleanor Truman Carter (Mary McDonnell: 2001-2002).
- Broer: Bobby Carter (overleden aan kanker voordat de serie begon – 'A simple twist of fate' seizoen 8)
- Neef: Chase Truman Carter (Jonathan Scarfe: 1998, 2001).
- Zoon: Joshua Carter (dood geboren – 2004).
- Vrouw: Makemba 'Kem' Likasu (Thandie Newton: 2003- ).

Carrière:
- Student (1994-1995).
- Coassistent Chirurgie (1995-1997).
- Coassistent Eerste Hulp (1997-1998).
- Assistent Eerste Hulp (1998-2001).
- Hoofdassistent Eerste Hulp (2001-2002).
- Arts Eerste Hulp (2002-2005).

#### Cleo Finch
(Michael Michele: 1999-2001, 2002).
Cleo heeft in seizoen 6 een relatie met Peter. Eind seizoen 7 verwondt ze zich aan een gebroken reageerbuisje met bloed van een patiënt met aids; uiteindelijk (in seizoen 8) blijkt ze niets te hebben. In seizoen 8 gaat ze naar een kinderziekenhuis en helpt Peter een nieuw baantje te vinden.

#### David 'Dave' Malucci
(Erik Palladino: 1999-2001).
'Dr. Dave' en Kerry irriteren elkaar constant. Dave staat bekend om zijn schaamteloze optreden en opmerkingen (zo noemde hij een comateuze patiënt ooit "veggieburger"). Hij steekt zijn neus te graag in andermans privézaken. In seizoen 8 wordt hij ontslagen nadat hij en Chen een patiënt 'gedood' hebben.
Familieleden:
- Oom: Al Malucci.

#### Doug Ross
(George Clooney: 1994-1999; gastrol in 2000).
Douglas Ross is een tegendraadse, rebelse kinderarts, notoir rokkenjager, totdat een aan cocaïne verslaafde onenightstand overlijdt in zijn huis. In het eerste seizoen gaan hij en Carol uit elkaar, maar ze komen in seizoen 4 weer bij elkaar terug. Doug geeft meer om de patiënt dan om de regels, en dat brengt hem vaak in de problemen. In seizoen 5 moet hij het uiteindelijk ontgelden en neemt hij ontslag. In seizoen 6 keerde George Clooney terug voor een kleine gastrol als Doug, wanneer Carol zich met hem herenigt. In seizoen 11 was Doug te zien op een foto.
Familieleden:
- Vader: Ray Ross (James Farentino: 1996).
- Moeder: Sarah Ross (Piper Laurie: 1996).
- Dochter: Kate Ross-Hathaway (1999-2000).
- Dochter: Tess Ross-Hathaway (1999-2000).

#### Elizabeth Corday
(Alex Kingston: 1997-2004).
De Britse Elizabeth is in het begin een last voor Peter, maar krijgt daarna een relatie met hem. In seizoen 5 verbreekt ze haar relatie met Peter en begint niet lang daarna met Mark om te gaan. In seizoen 7 krijgt ze een dochter van hem, Ella (in werkelijkheid ook haar eigen dochter). Elizabeth lijkt de enige te zijn die "Rocket" Romano verbaal aan kan. Ze begeleidt Mark tijdens zijn chemo. Mentaal krijgt ze een zware klap als Mark sterft. Ze verzoent zich met haar stiefdochter, en combineert dit met haar carrière. Begin seizoen 11 raakt Corday in de problemen na een illegale operatie. Ook Marks dood heeft ze nog niet volledig verwerkt en daarom besluit ze terug te keren naar Engeland.
Familieleden
- Man: Mark Greene (Anthony Edwards: 1994-2002).
- Dochter: Ella Greene-Corday (Salome Kingston: 2002, Brittney & Cabria Baird: 2002-2004 & Caroline Todd: 2004).
- Stiefdochter: Rachel Greene (Yvonne Zima: 1994-2000 & Hallee Hirsh: 2001-2002, 2004).
- Moeder: Isabelle Corday (Judy Parfitt: 2000-2001, 2002).
- Vader: Charles Corday (Paul Freeman: 1998, 2001, 2002).

#### Gallant (Michael Gallant)
(Sharif Atkins: gastrollen in 2001 en 2005-2006; vaste acteur in 2002-2004).
Gallant is een bekwame student die ook in het leger zit. In seizoen 9 is Carter zijn mentor. In seizoen 10 stuurt het leger hem naar Irak. In seizoen 11 keert hij kort terug uit Irak en ziet hij Neela weer. In seizoen 12 keert hij opnieuw terug en trouwt hij met Neela. Als hij dan weer teruggaat naar Irak, wil Neela mee, maar dat wil hij niet. Uiteindelijk komt hij om door een explosie in Irak.
Familieleden:
- Zus: Valerie Gallant (Joy Bryant: 2003-2004).

#### Jeanie Boulet
(Gloria Reuben: gastrollen in 1994-1995; vaste actrice in 1995-1999).
Jeanie ontmoeten we voor het eerst in seizoen 1 als de fysiotherapeute van Bentons zieke moeder. Hoewel ze getrouwd is heeft ze een korte affaire met Benton. Eind seizoen 2 blijkt dat haar man Al hiv-positief is en Jeanie besmet heeft. Jeanie leert daarmee leven. In seizoen 4 protesteert ze wanneer ze volgens haar door Weaver wordt ontslagen omdat ze hiv heeft. Ook zorgt ze voor Scott Anspaugh (Trevor Morgan), het aan kanker lijdende zoontje van afdelingshoofd Donald Anspaugh (John Aylward). In seizoen 5 blijkt ze hepatitis te hebben. In seizoen 6 trouwt ze met agent Reggie Moore en neemt ze ontslag om meer tijd door te brengen met hun geadopteerde kind.
Familie:
- Ex-man: Al Boulet (Wolfgang Bodison: 1995 & Michael Beach: 1995-1997).
- Man: Reginald 'Reggie' Moore (Cress Williams: 1998-2000).
- Zoon (geadopteerd): Carlos Ortega (1999).

#### Jing-Mei 'Deb' Chen
(Ming-Na: gastrollen in 1995; vaste actrice in 2000-2004).
Chen verschijnt kort in seizoen 1, maar vertrekt nadat ze beseft dat wetenschap haar meer boeit dan patiënten redden. In seizoen 6 heeft ze zich bedacht en keert ze terug. In seizoen 7 raakt ze zwanger, maar staat haar baby af ter adoptie. In seizoen 8 neemt ze ontslag omdat Kerry haar steeds als zondebok gebruikt, maar ze blijft niet lang weg. In seizoen 9 krijgt ze een relatie met Pratt, maar in seizoen 10 heeft ze genoeg van zijn geflirt met anderen. Haar moeder overlijdt in China. In seizoen 11 pleegt ze euthanasie op haar aan het bed gekluisterde vader en neemt ze ontslag.
Familieleden:
- Moeder: Lin Chen (Nancy Kwan: 2000 & Kieu Chinh: 2003).
- Vader: Mr Chen (George Kee Cheung: 2003, 2004 & Henry O: 2004).

#### Kovac (Luka Kovac)
(Goran Visnjic: 1999-2007).
De Kroatisch Luka verschijnt voor het eerst in seizoen 6. Zijn gezin werd in de oorlog gedood. In seizoen 6 heeft hij een beginnende relatie met Carol, maar die eindigt als zij naar Doug gaat. In seizoen 7 heeft hij een relatie met Abby, en behandelt hij een bisschop, Stewart (James Cromwell). In seizoen 8 eindigt zijn relatie met Abby. In seizoen 9 heeft Luka het moeilijk. Hij heeft samen met studente Erin Harkins (Leslie Bibb) een auto-ongeluk. Hij en Carter gaan naar het Kongogebied om de mensen daar te helpen. Luka sterft bijna. In seizoen 10 krijgt hij een relatie met Samantha, en raakt bevriend met haar zoontje. midden seizoen 11 gaat het bergafwaarts met hun relatie; begin seizoen 12 verlaat Sam Luka. Ook wordt Luka afdelingshoofd van de Eerste Hulp in dit seizoen, nadat Susan vertrokken is. Later dat seizoen brengt Luka steeds meer tijd door met Abby, en op kerstavond blijkt dat Abby zwanger is van Luka. In seizoen 13 wordt hun zoon, Joe, geboren nadat Abby te vroeg bevalt omdat ze gewond is geraakt in een schietpartij in het ziekenhuis. Later worden ze gestalkt door een voormalige patiënt van Luka die hem beschuldigt van medische fouten; het mondt uit in een gijzeling waarbij de man zelfmoord pleegt. Uiteindelijk trouwen Luka en Abby. Later neemt Luka ontslag als hoofd van de EH, en niet lang daarna vertrekt hij om zijn zieke vader in Kroatië op te zoeken. In seizoen 14 maakte Goran Visnjic niet langer deel uit van de vaste ploeg, maar hij kondigde aan enkele gastoptredens te zullen maken.
Familieleden:
- Vrouw: Danijela Kovac (Sasha Turjak: 2001).
- Zoon: Marko Kovac (2001).
- Dochter: Jasna Kovac (2001).
- Zoon: Joseph 'Joe' Kovac (2006-)
- vrouw: Abby Lockhart (Maura Tierney: 2005)

#### Lucy Knight
(Kellie Martin: 1998-2000).
Lucy Knight, gespeeld door Kellie Martin, is een studente die tijdens stages in het ziekenhuis dokter Carter als mentor heeft. Het klikt aanvankelijk niet tussen hen als student en leraar. Later heeft ze een kortstondige relatie met hem. In seizoen 6 worden zij en Carter neergestoken door een schizofrene patiënt. Carter komt er weer bovenop, maar Lucy sterft.
Familieleden:
- Moeder: Barbara Knight (Gwynyth Walsh: 2000).

#### Mark Greene
(Anthony Edwards: 1994-2002).
In de eerste twee seizoenen brokkelt Greenes huwelijk af. Hij mist in seizoen 3 zijn kans om een relatie met Susan te beginnen, en heeft daarna relaties met een tal van vrouwen. Eind seizoen 3 wordt hij op brute wijze in elkaar geslagen door een onbekend persoon. In seizoen 4 lijdt hij nog steeds onder de psychische gevolgen van de aanval. Zijn relatie met Corday begint in seizoen 5; ze trouwen in seizoen 7. In dat seizoen overleeft hij maar net een hersentumor. In seizoen 8 probeert hij zijn puberende dochter Rachel op te voeden. Zij heeft veel problemen, en als de baby van Corday en hem xtc-tabletten van Rachel binnenkrijgt, vertrekt Corday. Zijn hersentumor keert terug, en dit keer sterft hij eraan. Corday is net op tijd bij hem terug.
Na zijn dood is nog regelmatig naar Greene verwezen; in seizoen 9 uiteraard zagen we hoe Corday met zijn dood omging. In seizoen 10 was hij kort te zien op een oude kerstfoto uit 2001, en verscheen dochter Rachel kort weer. In seizoen 11 was zijn stem op archiefgeluid te horen toen Carter het ziekenhuis verliet, en in een flashback tijdens een aflevering van seizoen 12 verwees Pratt naar zijn begrafenis.
Familieleden:
- Vrouw: Elizabeth Corday (Alex Kingston: 1997-2004).
- Vader: David Greene (John Cullum: 1998, 1999-2000).
- Moeder: Ruth Greene (Bonnie Bartlett: 1998).
- Dochter: Rachel Greene (Yvonne Zima: 1994-2000 & Hallee Hirsh: 2001-2002, 2004).
- Dochter: Ella Greene-Corday (Salome Kingston: 2002, Brittney & Cabria Baird: 2002-2004 & Caroline Todd: 2004).
- Ex-vrouw: Jennifer 'Jenn' Simon (Christine Harnos: 1994-2002).

Carrière:
- Assistent Eerste Hulp (1991-1994).
- Hoofdassistent Eerste Hulp (1994-1995).
- Arts Eerste Hulp (1995-2002).

#### Peter Benton
(Eriq La Salle: 1994-2001, 2002).
Peter is een enigszins starre, maar bekwame arts. Hij kan moeilijk zijn emoties tonen, maar heel soms laat hij zich gaan en zien we opeens een heel andere Benton. Hij is Carters strenge mentor in seizoen 1. In dat seizoen overlijdt zijn dementerende moeder aan een hartstilstand. In seizoen 1 en 2 heeft hij een relatie met Jeanie. Dat duurt niet lang, en in seizoen 4 en 5 zijn hij en Corday samen. Uiteindelijk besluiten ze vrienden te blijven. Zijn zoontje Reese, geboren na een onenightstand met Carla, is doof. Als Carla trouwt, voert hij een lange strijd over de voogdij (dit duurt meerdere seizoenen). In seizoen 6 heeft hij een relatie met Cleo. Hij is dan ook erg betrokken bij Carter als deze wordt neergestoken. In seizoen 8 neemt hij ontslag om meer tijd met Reese door te brengen. Later in het seizoen had hij nog twee gastrollen: de eerste keer praatte Corday met hem over haar relatieproblemen met Mark, de tweede keer verschenen hij en Cleo kort op Greenes begrafenis. In seizoen 11 was zijn stem op archiefgeluid te horen toen Carter het ziekenhuis verliet.
Familieleden:
- Moeder: Mae Benton (Beah Richards: 1994-1995).
- Zoon: Reese Benton (Matthew Watkins: 1998-2001).
- Zus: Jackie Robbins (Khandi Alexander: 1994-2001).
- Zwager: Walter 'Walt' Robbins (Ving Rhames: 1994-1996).
- Moeder Reese: Carla Reese-McGrath (Lisa Nicole Carson: 1996-2001).
- Carla's man: Roger McGrath (Victor Williams: 1998, 1999, 2001 & Vondie Curtis-Hall: 2001).

#### Ray Barnett
(Shane West: 2004-2007)
Ray is een arts die in de eerste aflevering van het 11e seizoen zijn intrede doet. Hij is een 'alternatieve arts'; hij draagt nooit dokterskleding en luistert naar punkrock. Hij valt te vergelijken met Malucci. In seizoen 12 raakt hij in de problemen wanneer een onenightstand minderjarig blijkt te zijn. Ook wordt hij verliefd op Neela, wier man Gallant in Irak is. Uiteindelijk krijgt Neela iets met Gates, wat leidt tot veel spanningen tussen Ray en Gates. Ray verdween uit de serie nadat hij in een ongeluk werd geraakt door een pick-up en zijn beide benen verloor. Hierna nam zijn moeder hem mee naar huis.

#### Romano (Robert "Rocket" Romano)
(Paul McCrane: 1999-2004)
Romano is een goede, maar botte chirurg. De enige die in de serie dichtbij hem komen kan is Elizabeth Corday. Aan het begin van het negende seizoen raakt Romano bijna zijn arm kwijt door een ongeval met een helikopter: na veel therapie verliest de arm steeds meer functie en wordt uiteindelijk alsnog geamputeerd. De eenarmige, norse chirurg raakt meer en meer gefrustreerd. Een neerstortende helikopter kost hem in het midden van seizoen 10 zijn leven. 

In seizoen 15 is hij te zien in een flashback.

#### Susan Lewis
(Sherry Stringfield: 1994-1996, 2001-2005).
In seizoen 1 heeft Susan problemen met Dr. Jack Kayson (Sam Anderson). Ze is goed bevriend met Mark Greene. Haar zus Chloe, die aan de drugs is, raakt zwanger. Susan voedt het kind op, tot Chloe zegt afgekickt te zijn, dan moet ze het kind weer afstaan. In seizoen 3 vertrekt Susan, maar ze keert in seizoen 8 weer terug. In seizoen 10 raakt ze zwanger van helikopterbroeder Chuck Brown. In seizoen 11 leert ze de managementskant van het ziekenhuis kennen wanneer ze hoofd van de ER wordt. Begin seizoen 12 vertrekt Susan omdat ze een baan heeft gekregen in een ander ziekenhuis.
Familieleden.
- Vader: Henry Lewis (Paul Dooley: 1995-1996, 2004).
- Moeder: Cookie Lewis (Valerie Perrine: 1995).
- Zus: Chloe Lewis (Kathleen Wilhoite: 1994-1996, 2002).
- Nicht: Susie Lewis (Gianna Belono: 1995-1996, 2002).
- Man: Chuck Martin (Donal Logue: 2003-2005).
- Zoon: Cosmo Martin (onbekend: 2003-2004).

Carrière:
- Arts-assistent Eerste Hulp (1993-1996).
- Arts Eerste Hulp (2001-2004).
- Afdelingshoofd Eerste Hulp (2004-2005).

#### Weaver (Kerry Weaver)
(Laura Innes: gastrollen in 1995-1996; vaste actrice in 1996-2007).
Kerry is afdelingshoofd, zeer punctueel, enigszins drammerig. Ze loopt met behulp van één kruk, dit komt door een aangeboren afwijking. Naarmate de serie vordert, zien we steeds vaker de gevoelige kant van Kerry. In seizoen 7 ontdekt Kerry dat ze lesbisch is (of in ieder geval biseksueel). Eind seizoen 7 komt Romano er achter. Kerry begint een relatie met brandweervrouw Sandy Lopez (Lisa Vidal). In seizoen 9 raakt ze via een zaaddonor zwanger, maar heeft een miskraam. In seizoen 10 krijgt Sandy een baby, maar komt kort daarna om in een brand. Na een rechtszaak met Sandy's familie krijgt Kerry hun zoontje Henry toegewezen. In seizoen 11 ontmoet ze eindelijk haar biologische moeder. Haar moeder is echter diep gelovig en kan niet accepteren dat ze lesbisch is. In seizoen 12 ondergaat ze een operatie wanneer ze last krijgt van haar slechte been.
In seizoen 13 voelt ze dat het genoeg is, en verhuist met haar zoontje en nieuwe geliefde naar Miami waar ze in de televisiebranche verdergaat.
Familie:
- Zoon: Henry Lopez-Weaver (2004).
- Moeder Henry: Sandy Lopez (Lisa Vidal: 2001-2004)
- Moeder: Helen Kingsley (Frances Fisher: 2005).

Carrière:
- Hoofdassistent Eerste Hulp (1994-1995).
- Arts Eerste Hulp (1995-1996, 2006).
- Plaatsvervangend Hoofdarts Eerste Hulp (1997-1999).
- Hoofdarts Eerste Hulp (1999-2003).
- Afdelingshoofd (2003-2006).

## Bijrollen
Deze personages behoren niet tot de officiële personages, maar zijn toch veel in de serie te zien, vaak zelfs langer dan de acteurs. Desondanks worden ze vermeld onder de gastrollen.

### Alex Taylor
1e aflevering, 2002 – Brothers and Sisters (2002). Een cameo van Amy Carlson als Alex Taylor uit de serie Third Watch.

### Amira
(Pamela Sinha: 1999-)
Amira verschijnt vanaf seizoen 6 regelmatig achter de balie.

### Angela Hicks
(CCH Pounder: 1994-1997)
Chirurge Hicks verscheen voor het eerst tijdens een grote sneeuwstorm in het eerste seizoen toen het ziekenhuis overspoeld werd met slachtoffers van een kettingbotsing. Ze werkte veel met Benton en verdween opeens in seizoen 4.

### Bogdanalivetsky 'Bob' Romansky
(Malgoscha Gebel: 1994-1995)
'Bob' komt uit Polen, waar zij chirurg was. Ze is in seizoen 1 baliemedewerkster en verdwijnt in seizoen 2.

### Chuny Marquez
(Laura Cerón: 1995-)
Zuster Chuny heeft in seizoen 3 kort een relatie met Mark, die zij uiteindelijk verbreekt (Mark was het zelf ook al van plan). In seizoen 9 heeft ze kort een relatie met Luka, die in deze periode met de ene na de andere vrouw het bed deelt.

### Conni Oligario
(Conni Marie Brazelton: 1994-2003).
Ook Conni, herkenbaar aan haar bruine dreadlocks, wordt ontslagen in seizoen 10 wanneer Romano bezuinigt.

### Dale Edson
(Matthew Glave: 1995-1999, 2001-2002).
De aalgladde Dale is in seizoen 2 en 3 een felle concurrent van Carter. In seizoen 5 is hij kort de begeleider van Corday, die een jaar als assistent-arts over moet doen om een Amerikaans medisch bewijs in chirurgie te krijgen, al is Corday meer ervaren dan hij.

### David Morgenstern
(William H. Macy: 1994-1998).
Morgenstern is hoofd van zowel de afdeling Eerste Hulp als Chirurgie. Morgenstern is deels Schots; in seizoen 2 zien we zijn familie even. In seizoen 4 heeft hij een hartaanval en neemt Kerry zijn plaats in. Enkele maanden later keert hij terug, maar realiseert zich dat hij te veel veranderd is en de geneeskunde niet meer bij hem past. Hij neemt ontslag.

### Donald 'Don' Anspaugh
(John Aylward: 1996-)
Dr. Anspaugh zien we voor het eerst in seizoen 3 als het nieuwe hoofd van het ziekenhuis. Anspaugh is ook vaak bezig als chirurg. In seizoen 4 overlijdt zijn zoontje Scott aan kanker. In seizoen 5 neemt hij ontslag als ziekenhuisdirecteur vanwege de werkdruk; hij concentreert zich vanaf nu op chirurgie en is minder vaak te zien. Romano neemt zijn plaats in.
Familieleden:
- Zoon: Scott Anspaugh (Trevor Morgan: 1998).

### Doris Pickman
(Emily Wagner)
Ambulancebroeder Pickman zit vanaf het begin in de serie. In seizoen 5 wordt ze beschuldigd van het achterlaten van een gewonde patiënt bij de plaats van het ongeluk. Greene neemt het hierna voor haar op.

### Dumar
(Brian Lester: 1996-).
Dumar is een ambulancebroeder.

### E. Ray Bozeman
(Charles Noland: 1995-1997)
De excentrieke broeder in opleiding E. Ray staat bekend om zijn 'alternatieve', oosterse denkwijze en zorgt voor een hoop humor.

### Eve Peyton
(Kristen Johnston: 2005)
Hoofdzuster Eve weet zich meteen onpopulair te maken vanwege haar bazige, onvriendelijke persoonlijkheid. Zo dwingt ze Sam om Haleh te ontslaan, al komt deze niet lang daarna terug. Eve wordt zelf ontslagen nadat ze te heftig reageert op een vervelende patiënt.

### Frank Martin
(Troy Evans: 1994, 2000-).
Frank was vroeger politieagent; in de allereerste aflevering van ER verscheen hij ook als zodanig. Zes jaar later keerde hij terug en ging achter de balie werken. Vaak verwees hij naar zijn tijd bij de politie; in seizoen 7 liet hij een patiënt natrekken door oude vrienden bij de politie van Chicago en werd ontdekt dat de man een gezochte crimineel was. Frank staat bekend om racistische en homofobe opmerkingen en valt te vergelijken met Romano. In seizoen 10 krijgt hij door zijn overgewicht een hartaanval en leren we veel meer van hem. Hij vocht in 1967 in Vietnam met een hoop zwarte soldaten die allemaal omkwamen. De reden dat hij bij het ziekenhuis ging werken was dat hij meer geld opzij wilde schuiven voor zijn dochter, die het syndroom van Down heeft.
Familieleden:
- Vrouw: Connie Martin (Shannon Wilcox: 2004).
- Dochter: Janie Martin (Christine Young: 2004).

### Haleh Adams
(Yvette Freeman).
Zuster Haleh zit vanaf de allereerste aflevering in de serie en is daarmee de langstzittende acteur/actrice, langer nog dan Noah Wyle. Haleh werkt al zo'n 30 jaar in het ziekenhuis. In seizoen 9 is de gewoonlijk forse Haleh flink afgevallen; actrice Yvette Freeman had stevig gelijnd omdat ze last begon te krijgen van diabetes mellitus. Omdat de eerste aflevering van seizoen 9 circa 10 minuten na de laatste aflevering van seizoen 8 speelde (waarin Haleh nog dik was) werd Haleh in deze aflevering expres niet in beeld gebracht.

### Harper Tracy
(Christine Elise: 1995-1996)
Derdejaars studente Harper zien we in seizoen 2. Carter vindt haar leuk, ze belandt echter met Doug Ross in bed. Harper en Carter krijgen hier ruzie over. Ze krijgen uiteindelijk nog een korte relatie. Harper verbreekt de relatie, omdat ze vindt dat Carter te veel is veranderd, sinds hij dokter is geworden.

### Jack Kayson
(Sam Anderson: 1994-1995, 1997-1999, 2001, 2002-).
In seizoen 1 heeft cardioloog Kayson de pik op Susan, maar wanneer zij het voor hem opneemt wanneer hij met een hartaanval het ziekenhuis in wordt gebracht. Hij vraagt haar zelfs uit op Valentijnsdag. Na seizoen 1 zien we Kayson nog af en toe in de loop van de serie; zo weigert hij in seizoen 4 een dure procedure uit te voeren op een illegaal kind omdat het niet verzekerd is en dat terwijl Cook County General dit doorgaans wel doet.

### Jake Scanlon
(Eoin Bailey: 2004-2005).
Jake is een student waar Abby in seizoen 11 een relatie mee heeft. Het zet echter niet door en Jake vertrekt uiteindelijk uit het ziekenhuis.

### Janet Coburn
(Amy Aquino: 1995-1997, 1999, 2000-2001, 2003, 2005).
Verloskundige Dr. Coburn heeft in seizoen 1 hevige kritiek op Greene na de tragische dood van een bevallende patiënt waarvan Greene noodgedwongen de bevalling moest begeleiden. Ze keerde diverse keren terug; ze was onder andere bij de bevalling van Carol in seizoen 6.

### John 'Tag' Taglieri
(Rick Rossovich: 1994-1995).
Tag heeft in seizoen 1 een relatie met Carol, maar blaast het huwelijk af omdat hij zich realiseert dat Carol niet zoveel van hem houdt als hij van haar. Achteraf zegt Carol hem 'saai' te hebben gevonden.

### Kimberly 'Kim' Legaspi
(Elizabeth Mitchell: 2000-2001)
Psychologe Kim heeft in seizoen 7 een relatie met Weaver. Uiteindelijk wordt ze door Romano ontslagen.

### Kit
(Bellina Logan: 1996-)
Kit is een zuster pediatrie.

### Jerry Markovic
(Abraham Benrubi (1994-1999, 2002-)
De 'vriendelijke reus' Jerry is altijd te vinden achter de balie en haalt altijd flauwe grappen uit. Hij zorgt voor de humor in het ziekenhuis. Nadat hij in seizoen 4 per ongeluk een ambulance opblies met een bazooka van een patiënt werd hij door Weaver een tijd naar de nachtdiensten verbannen. In seizoen 6 en 7 is Jerry afwezig; waarom wordt niet duidelijk gemaakt. In seizoen 8 keerde hij terug.
Familieleden:
- Neef: Lloyd Markovic (Brian Leckner: 1998).

### Lily Jarvik
(Lily Mariye)
Lily zit ook vanaf het begin in de serie. Over haar is weinig bekend.

### Lucien Dubenko
(Leland Orser: 2004-)
Dubenko is het huidige hoofd Chirurgie. Hij lijkt een heimelijke interesse te hebben in Abby. In seizoen 12 blijkt hij een tumor te hebben die succesvol wordt behandeld.

### Lydia Wright
(Ellen Crawford: 1994-2003)
Zuster Lydia trouwt in seizoen 3 met agent Al Grabarsky, die vaak gewonde arrestanten naar het ziekenhuis kwam brengen. In seizoen 10 werd Lydia ontslagen toen Romano aan het bezuinigen sloeg.

### Maggie Doyle
(Jorja Fox: 1997-1999)
Maggie is een arts afkomstig uit het ziekenhuis Southside, dat sluit in het begin van seizoen 3. Gaandeweg wordt duidelijk dat Maggie lesbisch is. In seizoen 5 klaagt ze Romano aan wegens seksuele intimidatie; later wordt ze ontslagen.

### Malik McGrath
(Deezer D)
Evenals Haleh is ziekenbroeder Malik al vanaf het allereerste begin in de serie. Malik lijkt een hoop op Jerry en houdt ook van grappen en grollen. Eigenlijk klopt de achternaam McGrath niet; in het eerste seizoen werd duidelijk gemaakt dat Maliks achternaam Williams was.

### Miranda 'Randi' Fronczak
(Kristin Minter: 1995-2003)
De aantrekkelijke baliemedewerkster Randi staat bekend om haar talrijke (en vaak ordinaire) kleding, en heeft zelfs haar eigen kledingslijn, 'Randi-Wear'. We zien haar voor het eerst in seizoen 2, waarna we leren dat ze vroeger in de gevangenis heeft gezeten. Randi is behoorlijk agressief; in seizoen 2 slaat ze een patiënt (die daarvoor Jeanie en Weaver heeft geveld) neer met Weavers kruk, en begin seizoen 6 slaat ze een man neer die het brandalarm af heeft laten gaan omdat hij geholpen wilde worden. In seizoen 10 verdwijnt ze opeens; we zien haar voor het laatst wanneer ze danst met Pratt.

### Morales
(Demetrius Navarro: 1998-2004, 2006-)
Morales is een ambulancebroeder die bekendstaat om zijn felle houding, zo raakt hij bij een van zijn eerste verschijningen (seizoen 5) bijna in gevecht met Jerry nadat hij hem (en Yosh) heeft beledigd.

### Pamela Olbes
(Lyn Alicia Henderson: 1995-)
Net als van de andere ambulancebroeders zien we niet veel van Olbes, maar in seizoen 3 brengt ze haar vader naar het ziekenhuis nadat hij een beroerte heeft gehad.
Familieleden:
- Vader: Mr. Olbes (1997).

### Ray 'Shep' Shepard
(Ron Eldard: 1995-1996)
Ambulancebroeder Shep heeft in seizoen 2 een relatie met Carol. Nadat zijn ambulancepartner Raul Melendez (Carlos Gómez) sterft in een brand is Shep zodanig getraumatiseerd dat hij zich agressief begint te gedragen. Nadat hij weigert in therapie te gaan verbreekt Carol de relatie. In de eerste aflevering van het derde seizoen zien we Shep met een nieuwe vriendin.

### Shirley
(Dinah Lenney)
Shirley, een zuster chirurgie, zit vanaf het begin al in de serie.

### Victor Clemente
(John Leguizamo: 2005-2006)
Clemente is een nieuwe hoofdarts met een felle houding; hij kan het niet goed vinden met Luka. Hij is het verleden een flinke vrouwenverslinder geweest en wordt hier nog regelmatig mee geconfronteerd.

### Wendy Goldman
(Vanessa Marquez: 1994-1997)
Verpleegkundige in opleiding Wendy is in de eerste drie seizoenen regelmatig te zien.

### Yosh Takata
(Gedde Watanabe: 1997-2003)
Yosh wordt in seizoen 4 door Carol ingehuurd om in haar kliniek te werken. In seizoen 10 wordt hij ten gevolge van Romano's bezuinigingen ontslagen.